# 三輪芳弘
三輪 芳弘（みわ よしひろ、1955年10月30日 - ）は、日本の経営者。興和社長を務めている。
このほか在名古屋タイ王国名誉総領事、日本セルフケア推進協議会代表理事（会長）なども務める。過去には日本一般用医薬品連合会会長や日本織物中央卸商業組合連合会理事長なども努めた。

## 経歴
愛知県名古屋市出身。慶應義塾大学を経て、1980年に慶応義塾大学大学院商学研究科を修了し、同年に興和に入社。1989年6月に常務、1991年6月に専務を経て、1993年6月に副社長に就任し、1995年8月には社長に昇格。